# 恰尼斯茨卡利河
42°21′55″N 41°54′49″E / 42.3653°N 41.9135°E

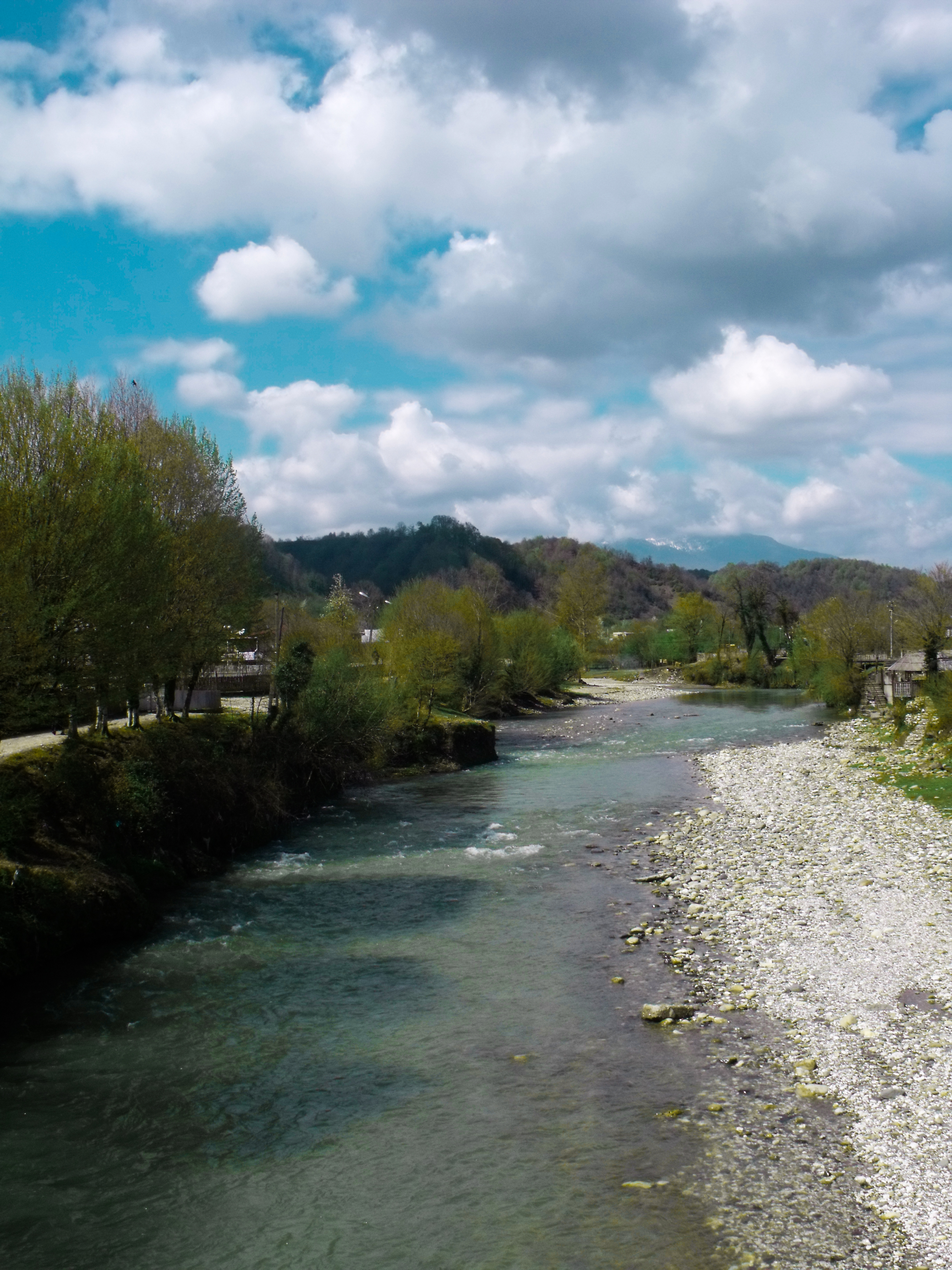

恰尼斯茨卡利河是格魯吉亞的河流，位於該國西部薩梅格雷洛-上斯瓦內蒂大区，河道全長63公里，流域面積315平方公里，最終注入霍比河。